# Luise von Alten

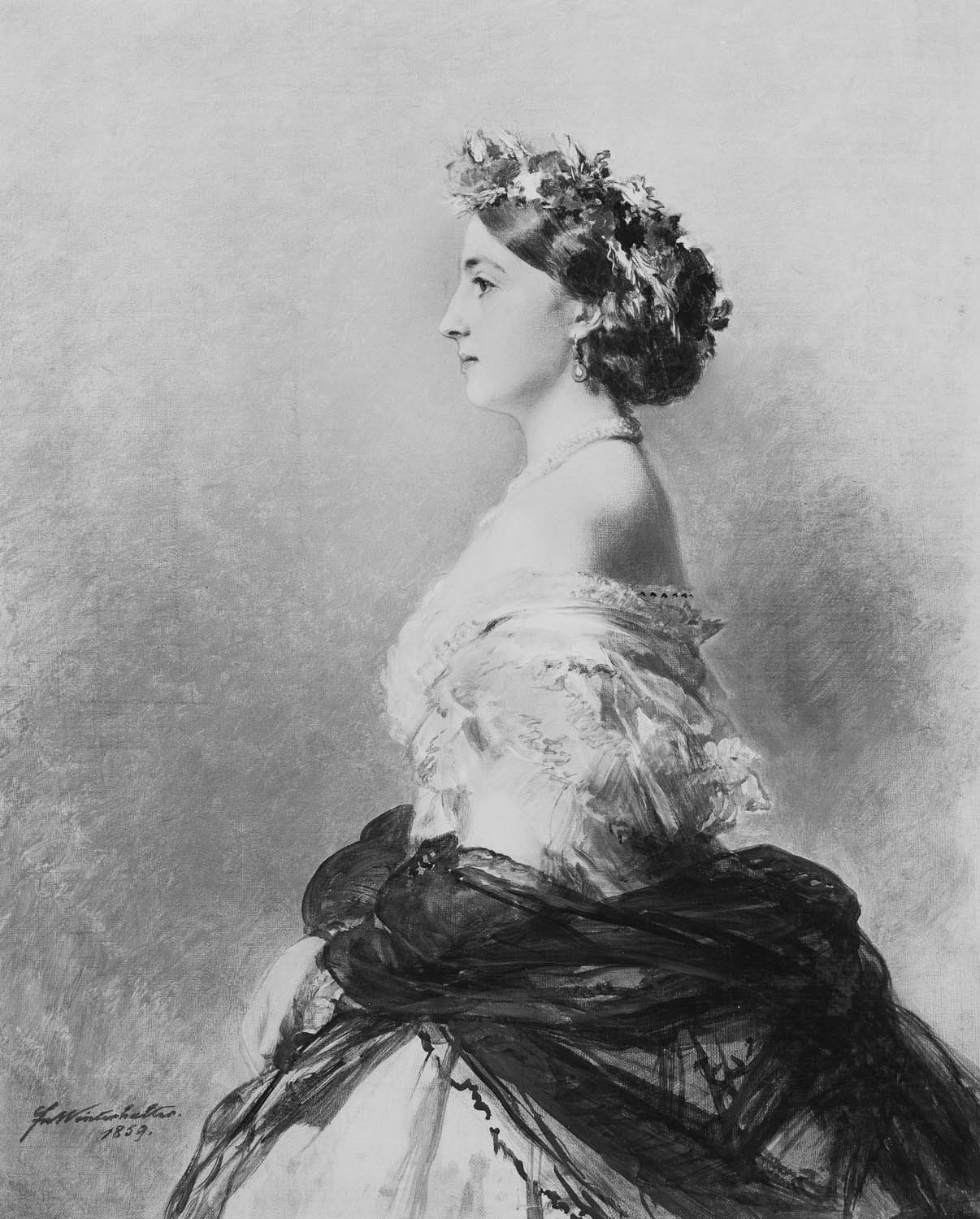
Louise, Duchess of Manchester, 1859

Luise Friederike Auguste von Alten (* 15. November 1832 in Hannover; † 15. Juli 1911 in Cannes) war eine hannoversche Adlige und durch Ehe britische Duchess.

## Leben

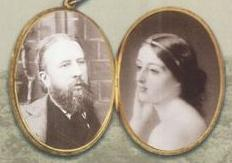
Duke und Duchess of Devonshire, um 1865

Sie entstammte der gräflichen Linie des hannoverschen Adelsgeschlechtes von Alten und war die Tochter von Karl Franz Victor Graf von Alten und dessen Gattin Hermine von Schminke. Mit zwanzig Jahren heiratete sie am 22. Juli 1852 in erster Ehe den britischen Adligen William Montagu, 7. Duke of Manchester (1823–1890). Als seine Gattin führte sie den Höflichkeitstitel Duchess of Manchester. Mit ihm hatte sie fünf Kinder:
- George Montagu, 8. Duke of Manchester (1853–1892);
- Lady Mary Louise Elizabeth Montagu (1854–1934), ⚭ (1) 1873 William Hamilton, 12. Duke of Hamilton, ⚭ (2) 1897 Robert Forster;
- Lady Louisa Augusta Beatrice Montagu (um 1856–1944) ⚭ 1876 Archibald Acheson, 4. Earl of Gosford;
- Lord Charles William Augustus Montagu (1860–1939) ⚭ 1930 Hon. Mildred Sturt, Tochter des Henry Sturt, 1. Baron Alington;
- Lady Alice Maude Olivia Montagu (1862–1957) ⚭ 1889 Edward Stanley, 17. Earl of Derby.

Von 1858 bis 1859 war sie Mistress of the Robes (oberste Hofdame) der Königin Victoria von Großbritannien. Als sechzigjährige Witwe heiratete sie am 16. August 1892 in zweiter Ehe den britischen Adligen und einflussreichen Politiker Spencer Cavendish, 8. Duke of Devonshire, mit dem sie schon lange Jahre ein Verhältnis hatte. Sie erhielt durch die Ehe den Höflichkeitstitel Duchess of Devonshire.
Luise von Alten galt in der englischen Gesellschaft des viktorianischen Zeitalters als legendäre Schönheit. Gesellschaftlich und politisch ambitioniert, führte sie einen einflussreichen Salon und gab aufwändige „House parties“. Von einigen Zeitgenossen wurde die „Double Duchess“, wie Luise nach ihrer zweiten Eheschließung genannt wurde, als eine der einflussreichsten Personen außerhalb der Regierung bezeichnet.
Sie wurde auch als Lady of Justice des Order of Saint John ausgezeichnet.